# Gitte Madsen
Gitte Madsen, född den 24 mars 1969 i Herning, Danmark, är en dansk handbollsspelare. Hon spelade som niometersspelare på olika positioner.

## Klubblagskarriär
Spelade för Horsens till 1991 då hon bytte till norska Bækkelagets SK där hon spelade i tre år. Under de tre åren van hon norska mästerskapet 1992 och 1994. Återvände till Danmark och DHG Håndbold i Odense under två år för att sedan spela för GOG i Gudme ett år. Till slut återvände hon till Bækkelagets SK där hon var med och vann  Cup Winners Cup med laget 1998 I en champions League match skadade hon ryggen allvarligt och då blev fortsatt handbollsspel omöjligt så 2000 kungjorde hon att karriären var över. Men 1999 var hon med och tog sin tredje guldmedalj i norska mästerskapet.

### Landslagskarriär
Landslagsdebut 25 maj 1991 mot Polen. Spelade sedan 120 landskamper och gjorde 288 mål i landslaget. Spelade i landslaget åren 1991 till 1998 alltså under det danska landslagets bästa period. Hennes meriter med landslaget blev många. Främst var att hon tog OS-guld i damernas turnering i samband med de olympiska handbollstävlingarna 1996 i Atlanta. Men hon var med och vann VM-guld 1997 och tog hem EM 1996 med Danmark också.

## Klubbar
- Horsens HK  (-1991)
- Bækkelagets SK  (1991-1994)
- DHG Håndbold Odense(1995-1997)
- GOG ( 1997-1998)
- Bækkelagets SK (1998 - 1999)

## Meriter
- OS-guld 1996 i Atlanta med Danmarks damlandslag i handboll.
- EM-guld 1996 med Danmarks damlandslag i handboll.
- VM-guld 1997 med Danmarks damlandslag i handboll.
- EHF Cup Vinnar Cupen 1998 med Bækkelagets SK.
- 3 Norska mästerskap 1992, 1994 och 1999 med Bækkelagets SK.